# Dohrniphora mississippiensis
Dohrniphora mississippiensis är en tvåvingeart som beskrevs av Khalaf 1971. Dohrniphora mississippiensis ingår i släktet Dohrniphora och familjen puckelflugor.
Artens utbredningsområde är Mississippi. Inga underarter finns listade i Catalogue of Life.